# Inverse Atmung
Die inverse Atmung oder Schaukelatmung  ist eine Atemstörung, bei der sich der Brustkorb bei der Einatmung zusammenzieht und der Bauch vorwölbt. Bei der Ausatmung hingegen dehnt sich der Brustkorb aus und der Bauch sinkt ein. Dies ist eine Umkehrung (Inversion) der normalen Atmungsbewegungen. Funktionell bedeutet die inverse Atmung einen Atemstillstand, die Lunge wird nicht belüftet. Die inverse Atmung tritt auf, wenn es zu einer totalen Verlegung des Kehlkopfs oder der Luftröhre kommt. Dies kann beispielsweise durch das Einatmen eines Fremdkörpers (Fremdkörper-Aspiration) oder eines Bolus, eine allergische Schwellung im Bereich des Kehlkopfs oder einen Stimmritzenkrampf beispielsweise nach einer Extubation geschehen. Eine totale Blockade der Atemwege führt ohne Behandlung unweigerlich zum Atemstillstand durch Sauerstoffmangel und zum Erstickungstod; entsprechend ist sie daher ein absoluter Notfall.
Die Symptome haben eine gewisse Ähnlichkeit mit der paradoxen Atmung, die Ursache ist jedoch eine andere, weshalb eine korrekte Differenzialdiagnose notwendig ist. Die Diagnose erfolgt durch Inspektion. Erstes therapeutisches Ziel ist es, die Atemwege wieder freizumachen. Dazu werden der Mund mittels Esmarch-Handgriff geöffnet und Mund- und Rachen manuell ausgeräumt. Fremdkörper lassen sich häufig durch kräftige Schläge mit der flachen Hand auf den Rücken zwischen den Schulterblättern nach außen befördern. Bei Erwachsenen erfolgt dies in Seitenlage, Kinder werden an den Füßen hochgehoben. Über die Effektivität des Heimlich-Manövers gibt es unterschiedliche Angaben, es sollte nur durchgeführt werden, wenn ein Bolus vorliegt und die vorgenannten Maßnahmen nicht zum Erfolg führten.
Von der inversen Atmung zu unterscheiden ist die inverse Beatmung (engl. inverse ratio ventilation), bei der das zeitliche Verhältnis von Ein- und Ausatmung zugunsten der Einatmung verändert wird.